# Mehmet Feyzi Yıldırım
Mehmet Feyzi Yıldırım (* 23. Januar 1996 in Çifteler) ist ein türkischer Fußballspieler.

## Karriere

### Verein
Yıldırım begann mit dem Vereinsfußball in der Jugend von Çiftelerspor, dem Verein seiner Heimatstadt Çifteler. Von hier aus wechselte er 2009 in die Nachwuchsabteilung von Eskişehirspor, dem bekanntesten und erfolgreichsten Verein seiner Heimatprovinz Eskişehir. In der Rückrunde der Saison 2014/15 wurde er erst am Training der Profimannschaft beteiligt und gab schließlich am 16. Januar 2015 in der Pokalbegegnung gegen FBM Makina Balçova Yaşamspor sein Profidebüt. Am Saisonanfang hatte er von seinem Klub auch einen Profivertrag erhalten. Am 8. Mai 2015 wurde er in der Erstligapartie gegen Kasımpaşa Istanbul eingesetzt und debütierte damit auch in der Liga.
Für die Saison 2016/17 wurde er an den Viertligisten Afjet Afyonspor ausgeliehen.

### Nationalmannschaft
Yıldırım startete seine Nationalmannschaftskarriere im Mai 2015 mit einem Einsatz für die türkische U-19-Nationalmannschaft.

## Erfolge
Afjet Afyonspor
- Meister der TFF 3. Lig und Aufstieg in die TFF 2. Lig: 2016/17